# Aloencyrtus utilis
Aloencyrtus utilis är en stekelart som först beskrevs av Annecke 1964.  Aloencyrtus utilis ingår i släktet Aloencyrtus och familjen sköldlussteklar. Inga underarter finns listade i Catalogue of Life.